# Surinam Airways
Surinam Airways — национальный авиаперевозчик Суринама. Штаб-квартира авиакомпании располагается в Парамарибо — столице страны.

## История
Компания была основана в 1955 году. Авиакомпания стала национальным перевозчиком после получения независимости Суринама от Нидерландов 25 ноября 1975 года.